# Joodse begraafplaats (Mülheim)
De Joodse begraafplaats (Duits: Jüdischer Friedhof) is een joodse dodenakker in het stadsdeel Mülheim van de Duitse plaats Mülheim-Kärlich, Rijnland-Palts. De begraafplaats is een beschermd monument en bevindt zich in de buurt van de Lohrweg en hoek Hoorweiherstraße.

## Beschrijving

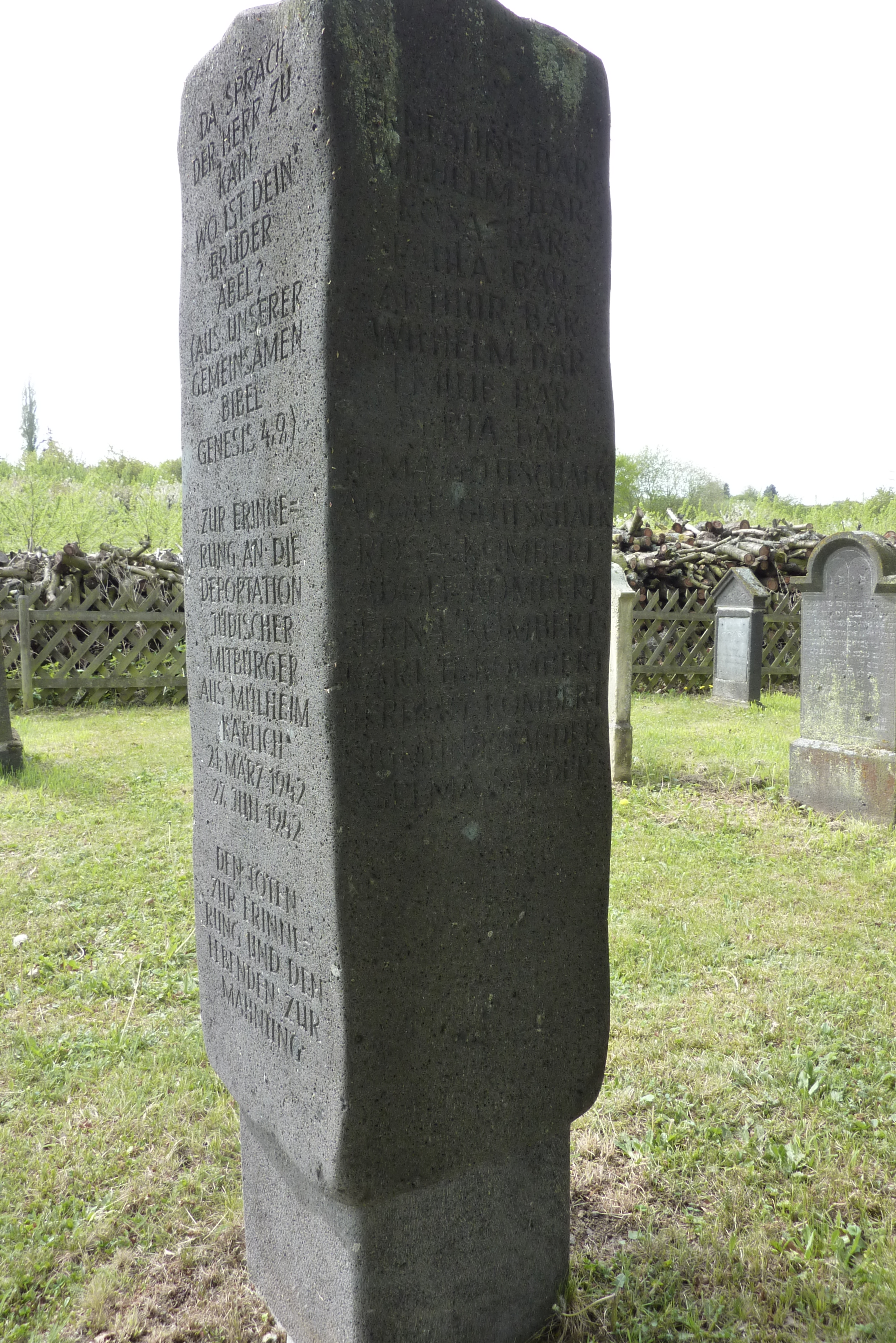
gedenksteen

De joodse gemeente van Mülheim legde in het midden van de 19e eeuw een eigen begraafplaats aan. De 7,73 are grote dodenakker werd tot 1941 gebruikt. Tegenwoordig zijn er nog ongeveer 50 grafstenen aanwezig. 
Op de begraafplaats staat een gedenkteken met de volgende inschriften: Da sprach der Herr zu Kain: Wo ist dein Bruder Abel (uit Genesis 4:9: En de Heer zei tegen Kaïn: Waar is Abel, uw broer?) en Zur Erinnerung an die Deportation jüdischer Mitbürger aus Mülheim-Kärlich 21. März 1942–27. Juli 1942 – Den Toten zur Erinnerung – den Lebenden zur Mahnung (ter herinnering aan de deportatie van de joodse medeburgers uit Mülheim-Kärlich 21 maart 1942 - 27 juli 1942 - De doden ter herinnering - de levenden ter vermaning). Op de drie andere zijden van de gedenksteen worden de namen van de joodse burgers uit Mülheim-Kärlich opgesomd die werden gedeporteerd en vermoord. 